# Bobina
Bobina (eigentlich Dmitri Almasow, russisch Дмитрий Алмазов; * 11. März 1982 in Moskau) ist ein russischer Trance-Produzent und DJ.

## Leben und Karriere
Seine erste Single Lazy World erschien 2004 beim britischen Label Deepblue Records. Sein Debütalbum Catchy! wurde jedoch in Russland auf den Markt gebracht. Sehr erfolgreich war 2007 seine Single Lighthouse, für welche die niederländische Sängerin Elles de Graaf den Gesang lieferte. 2008 erschien sein zweites Album Again, von dem er über 40.000 Kopien alleine in Russland verkaufte.
Bobina hat auch einige erfolgreiche Remixe produziert, unter anderem für Three Drives, The Thrillseekers, Paul Oakenfold und Ferry Corsten.
2009 kam Bobina in der Wahl der Top 100 DJs von DJ Mag auf Platz 16 und war somit der erste russische DJ, der die Top 20 erreichte. 2010 erreichte er Platz 25.

## Diskografie

### Alben
- 2004: Catchy!
- 2008: Again
- 2009: Again Remixed
- 2011: Rocket Ride
- 2013: Same Difference

### Singles
- 2004: Lazy World
- 2006: The Russian Standard
- 2006: Beautiful Friend / Trance For Cowboys
- 2007: Lighthouse (feat. Elles de Graaf)
- 2008: Slow
- 2008: Spinning
- 2009: Invisible Touch
- 2009: Honestly (Ilya Soloviev Remixes)
- 2009: Time and Tide
- 2010: Angel of the North (feat. Sabrina Altan)
- 2011: You Belong to Me (feat. Betsie Larkin)
- 2011: Lamento Sentimental
- 2011: Let You In (feat. Erin Marsz)
- 2012: The Space Track
- 2012: Diamond Hell
- 2012: No Substitute For You (mit Betsie Larkin)
- 2013: Slow MMXIII
- 2013: Basque the Dog
- 2013: Sacramentum (mit Andrew Rayel)
- 2014: Refuge
- 2014: Crunch (mit Vigel)
- 2014: Still In Love (mit Christian Burns)
- 2014: Delusional (mit Shahin Badar)
- 2014: Winter
- 2015: Flying Kitten

### Remixe (Auswahl)
- 2004: Rapid Eye – Absolut
- 2004: Three Drives – Air Traffic
- 2005: The Thrillseekers – Synaesthesia
- 2005: Young Parisians feat. Ben Los – Jump the Next Train
- 2005: Scott Bond & Solarstone – Red Line Highway
- 2006: George Acosta – Mellodrama
- 2007: Supermode – Tell Me Why
- 2007: Nic Chagall – What You Need
- 2008: Paul Oakenfold feat. Ryan Tedder – Not Over
- 2009: Freemasons feat. Sophie Ellis Bextor – Heartbreak (Make Me a Dancer)
- 2009: Ferry Corsten feat. Betsie Larkin – Made of Love
- 2011: Jes & Ronski Speed – Can’t Stop
- 2012: Linkin Park – Burn It Down